# Вадуриле (Васлуј)
Вадуриле (рум. Vadurile) насеље је у Румунији у округу Васлуј у општини Јана. Oпштина се налази на надморској висини од 102 m.

## Становништво
Према подацима из 2002. године у насељу је живело 350 становника, од којих су сви румунске националности.